# Тітінюк Юрій Омелянович
Тітінюк Юрій Омелянович — український художник. Головний художник Харкова (1979-1987), Головний художник Харківського історичного музею імені М. Ф. Сумцова.

## Біографія
Протягом 1979—1987 року працював на посаді головного художника міста в Головному архітектурно-планувальному управлінні м. Харкова.

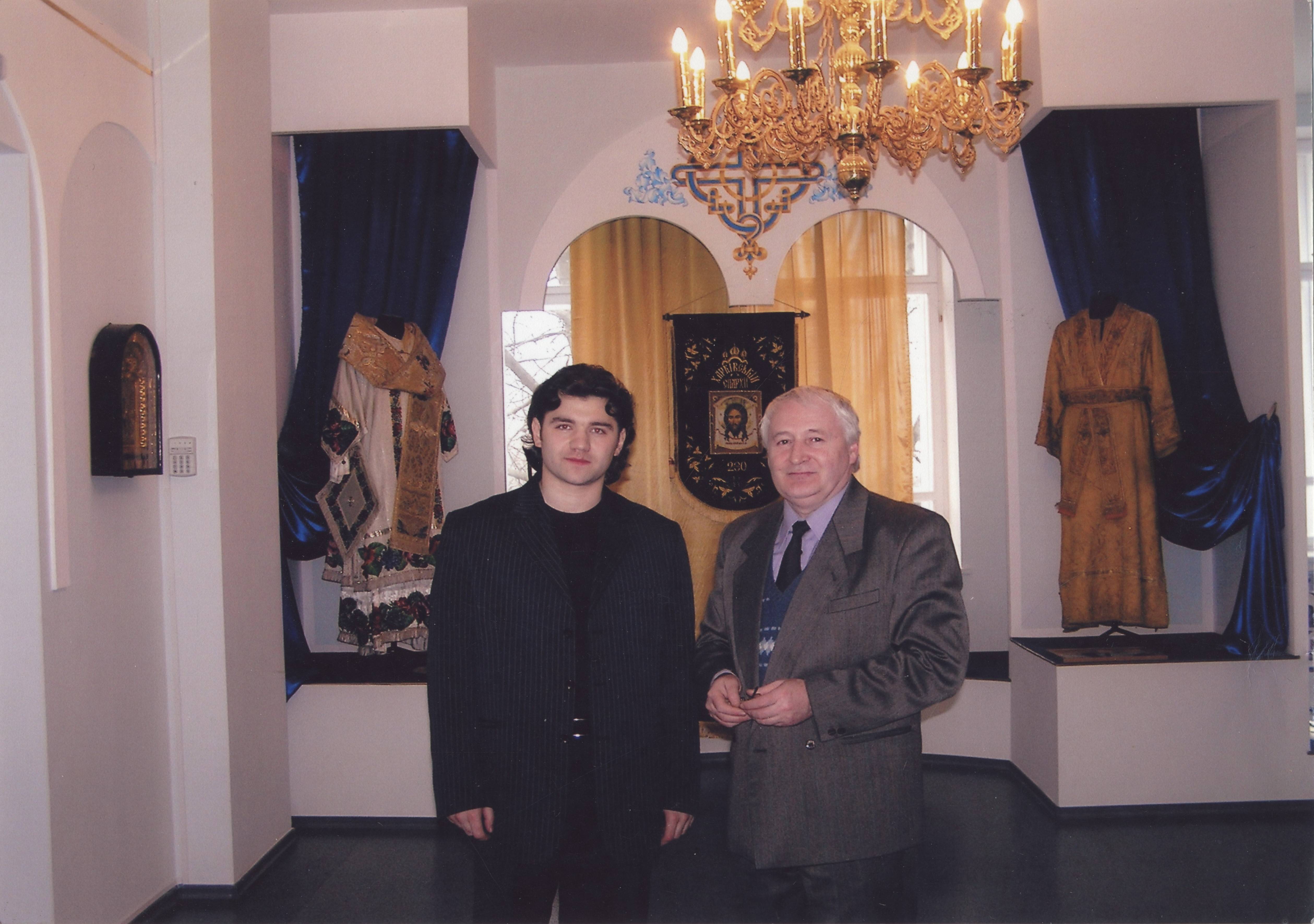
Максим Валентинович Талалай, завідувач музею, та Юрій Омелянович Тітінюк, автор художньо-дизайнерського оформлення музею, у Церковно-історичному музеї Харківської єпархії

Є автором художньо-дизайнерського оформлення музею Церковно-історичного музею Харківської єпархії, Музею місцевого самоврядування Харківщини, Музею історії Національного юридичного університету імені Ярослава Мудрого, Музею пам'яті жертв Голодомору у Харківській області, експозиції Чорнухинського літературно-меморіального музею Г.Сковороди, Національного літературно-меморіального музею Г. С. Сковороди, експозиції Історико-археологічного музею-заповідника «Верхній Салтів», один із співавторів експозиції музею «Харківщина у Великій Вітчизняній війні 1941—1945 років» (зараз — Національний музей воєнної історії Слобожанщини).